# برمجيات أمن الحاسوب

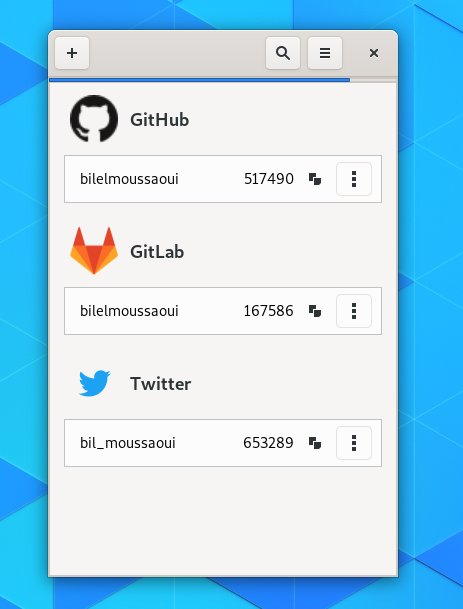
برمجيات أمن الحاسوب

برمجيات أمن الحاسوب هي أي برنامج حاسوب صمم لتحسين أمن المعلومات، يسمى الدفاع عن أجهزة الحاسوب ضد التدخل والاستخدام غير المصرح به للموارد أمن الحاسوب. وبالمثل، فإن الدفاع عن شبكات الحاسوب يسمى أمن الشبكات.